# Hanneke de Munck

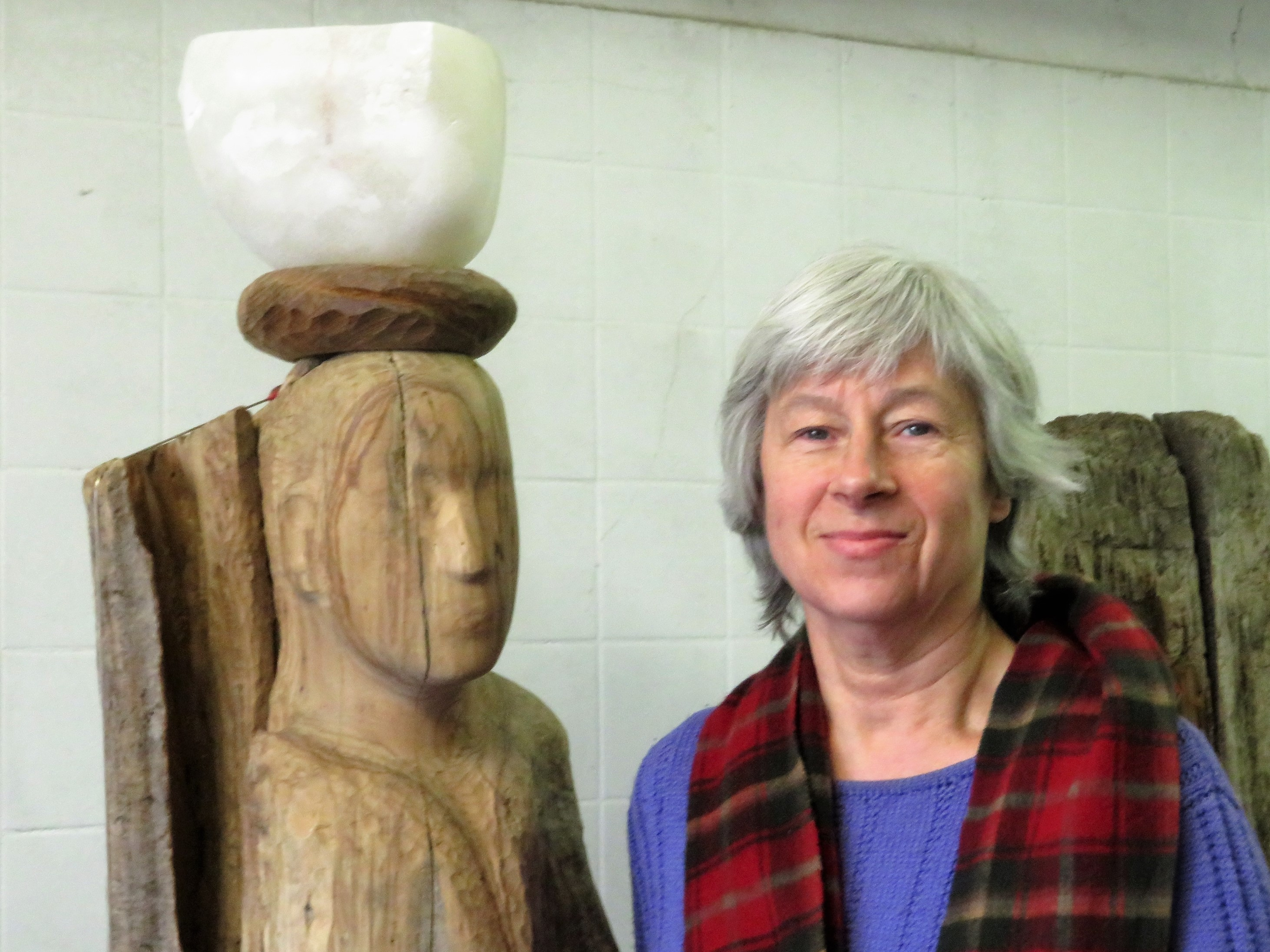
Hanneke de Munck, 2018

Johanna „Hanneke“ Maria Louise de Munck (* 4. April 1951 in Rijswijk) ist eine niederländische Bildhauerin.

## Leben und Werk
Hanneke de Munck wurde 1951 in der Provinz Zuid-Holland geboren. Von 1976 bis 1979 studierte sie Bildhauerei an der Koninklijke Academie van Beeldende Kunsten in Den Haag bei Henri van Haaren und Frank Letterie und ließ sich anschließend in Amsterdam nieder, wo sie von 1979 bis 1983 an der Rijksakademie van beeldende kunsten in Amsterdam bei Paul Gregoire, Theresia van der Pant und Eric Claus studierte und seit 1883 als freiberufliche Bildhauerin tätig ist. Nach mehreren Ateliers in Amsterdam-Ost hat sie seit 1994 ihr Atelier  auf dem ehemaligen Werftgelände der Nederlandsche Dok en Scheepsbouw Maatschappij (NDSM) in der Helling X in Amsterdam-Noord. Von 1995 bis 2002 war sie Dozentin an der Gooise Academie voor Beeldende Kunst te Laren in Laren. Im Jahr 2001 heiratete sie den Grafiker Sietse Hielke Bakker und gründete 2009 mit ihm die Stiftung De Gespreksgenoot – Sobesednik voor Kunstprojecten zur Förderung von Kunstprojekten.
Hanneke de Munck arbeitet mit verschiedenen Techniken und unterschiedlichen Materialien wie Bronze, Naturstein und verschiedenen Holzarten. Ihre Skulpturen, zu denen tanzende Figuren, Akrobaten, Engel, Tiere und Drachen gehören, bei denen die Darstellung von Bewegung ein wichtiges, wiederkehrendes Element ist, sind stilisiert figurativ und unterschiedlich stark abstrahiert. Seit 2001 arbeitet sie gemeinsam mit Künstlern aus verschiedenen Disziplinen am Projekt „Mandelstam“ zur Erinnerung an Ossip Emiljewitsch Mandelstam und seine Frau Nadeschda Jakowlewna Mandelstam und am Projekt „Moderne Altaarstukken“ in Kirchen. Neben freien Arbeiten fertigt sie Skulpturen im Auftrag und gibt Kurse in Bildhauerei.
Von 1991/1992 bis zur Auflösung des Vereins im Jahr 2014 war Hanneke de Munck Mitglied des Amsterdams Beeldhouwers Kollektief und trat danach 2016 der neu gegründeten Gruppe Beeldhouwers.nu bei. Seit 2002 ist sie Mitglied der Nederlands Portretschap.

## Ausstellungen (Auswahl)
- 2023: Beeldentuin Esveld, Dronkelaarseweg 13, Terschuur-Barneveld
- 2023: Jubileumexpositie: 11 kunstenaars. Cultuurzaal Sijthoff, Leiden[6]
- 2022: Portretbiënnale. Nederlands Portretschap, Loods 6, KNSM-eiland, Amsterdam[7]
- 2020: Acht. Museum Nagele, Ring 23, Nagele, Noordoostpolder
- 2019: 100 JAAR LATER. Ode aan Osip en Nadjezjda Mandelstam. Sietse H. Bakker, Hanneke de Munck, Stichting WG Kunst, Marius van Bouwdijk Bastiaansestraat 28, Amsterdam[8]
- 2018/2019: Hanneke de Munck en Sietse Bakker. Sijthoff, Doezastraat 1B, Leiden
- 2018: Hanneke de Munck, Beelden in brons en hout. Sietse Bakker, poëzie in grafiek. Rosa Spier Huis, Laren
- 2016: Anna-Achmatova-Museum, St. Petersburg, Russland[9]
- 1997: Natuur en sculptuur XXVII. Kunstzaal De Hoge Hees, Eersel
- 1992: Einzelausstellung. Tongerlohuys, Roosendaal
- 1984: Artis Amsterdam[1]

## Werke im öffentlichen Raum (Auswahl)
- Monument voor de liefde. Bronze, 2015, Nadezjda Mandelstamstraat, Amsterdam
- Piëta. Friedhof Rhijnhof, 2014, Leiden[10]
- Monument voor de liefde. Bronze, 2010, Universitätsgelände, Sankt Petersburg, Russland[8][11]
- Man der Smarten. Lindenholz, 2010, Friedhof Rhijnhof, Leiden
- Vlinderdans. Granit, 1998, Friedhof Rhijnhof, Leiden
- Spiraaldans. Granit, 1998, Friedhof Rhijnhof, Leiden[12]
- Dansende Monolith. Granit, 1998, Vorplatz Friedhof Rhijnhof, Leiden[13]
- Eligius. Bronze, 1998, St. Petrus, Boxtel
- Acrobaten. Bronze, 1988, Mas-Blanc-des-Alpilles, Südfrankreich
- Spanje
- Adelaar. Granit, Friedhof Zorgvlied, Amsterdam
- Meeuw. Bronze, Friedhof Zorgvlied, Amsterdam

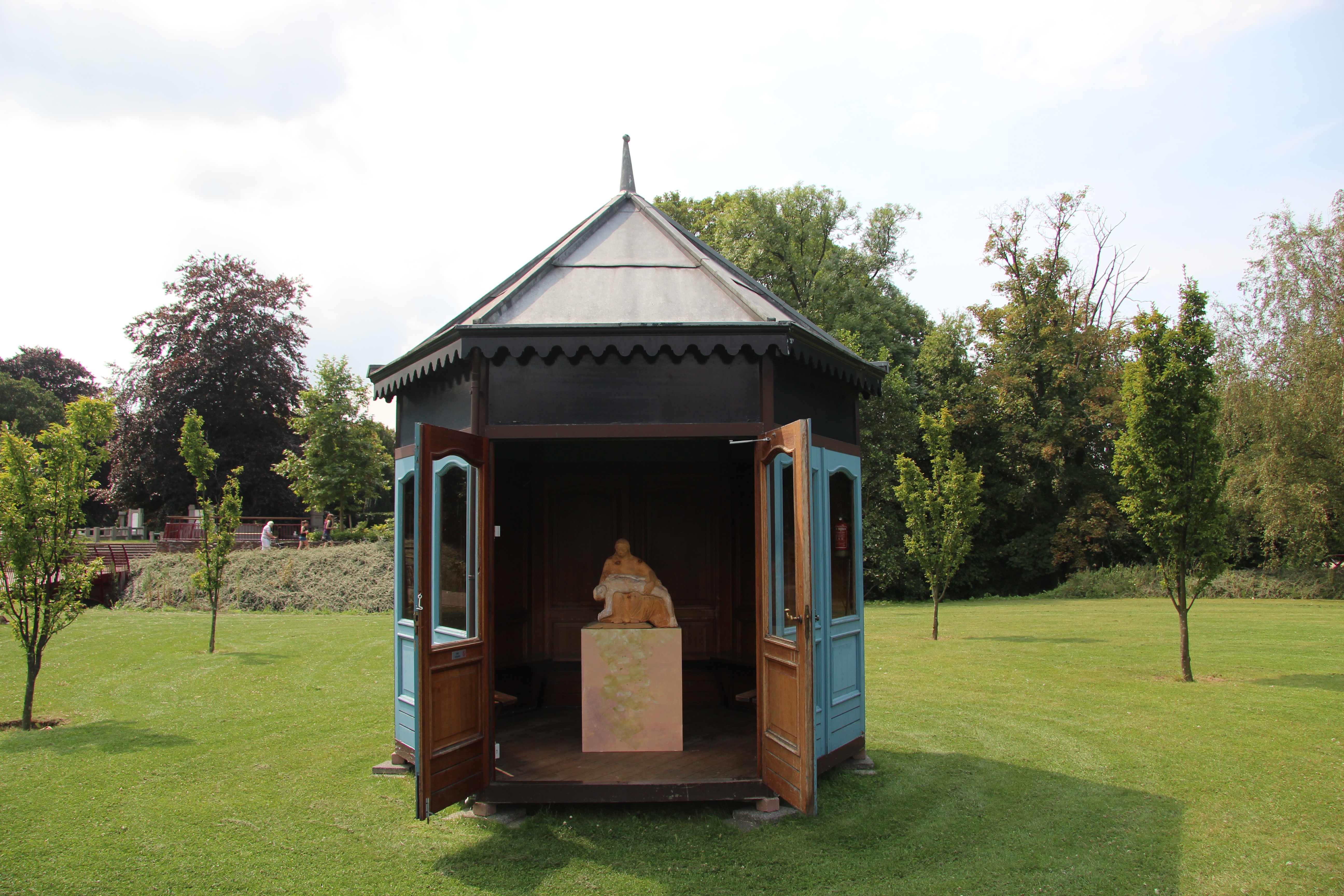
Piëta
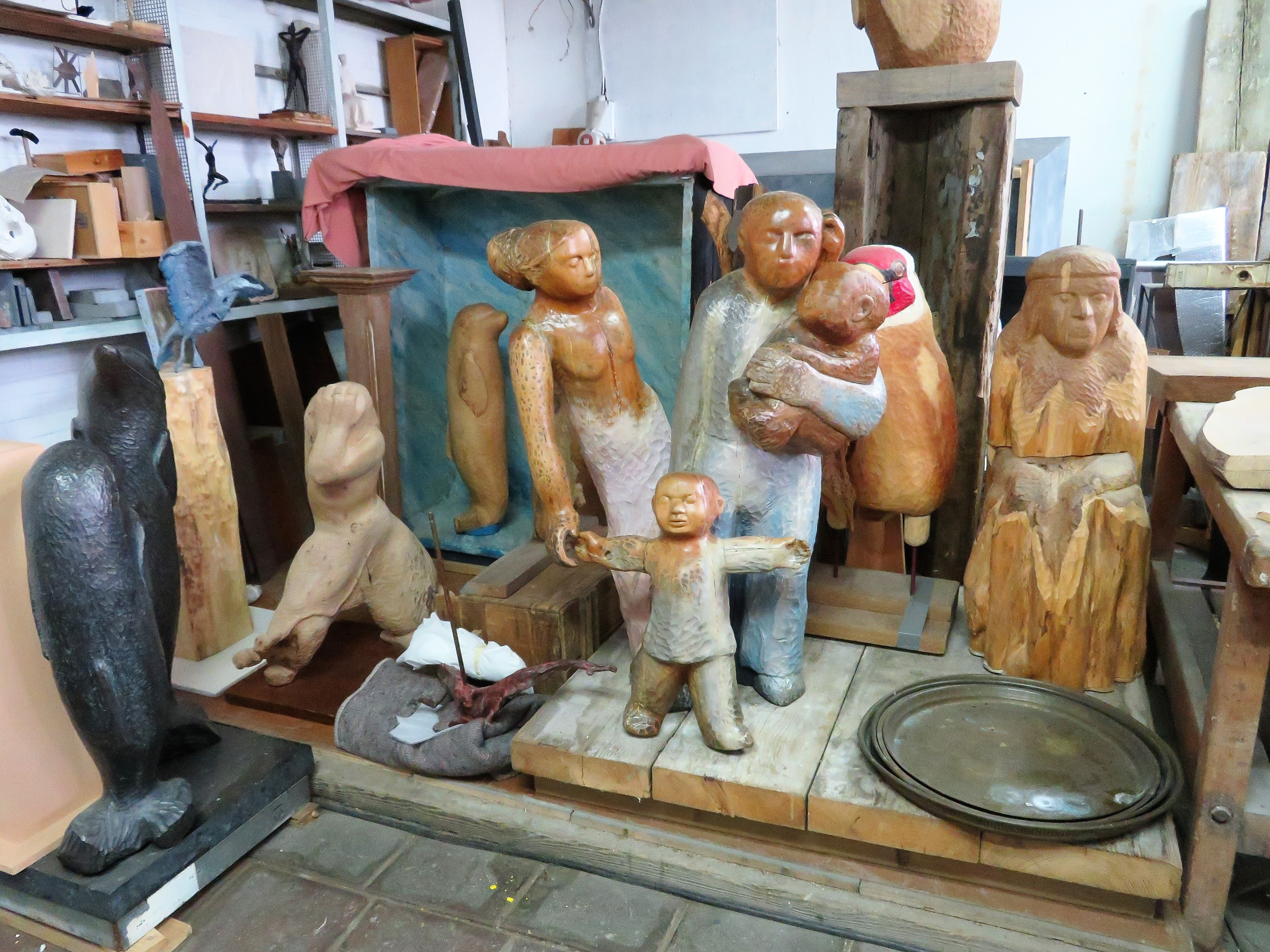
Kleinplastiken
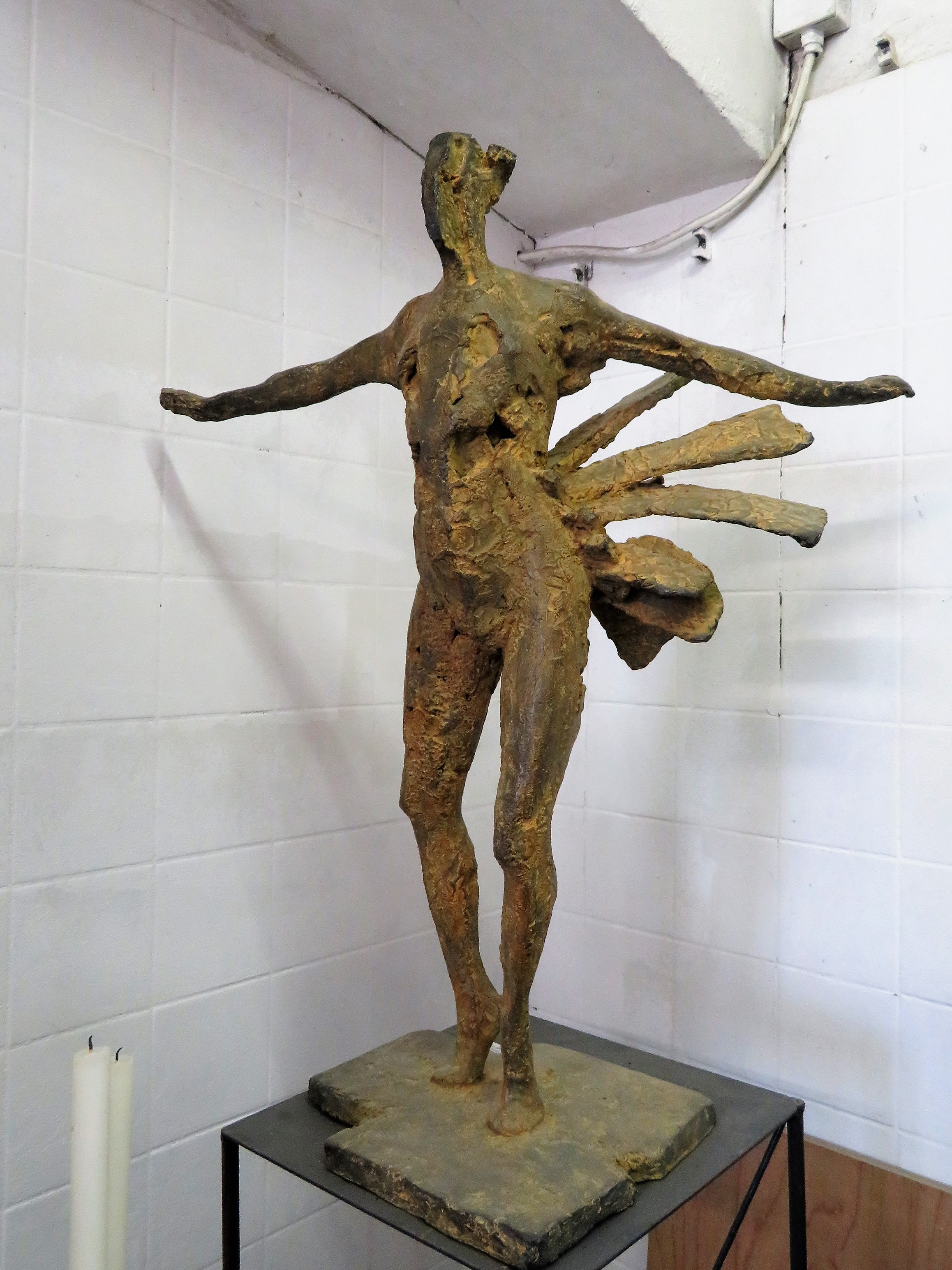
Spanje
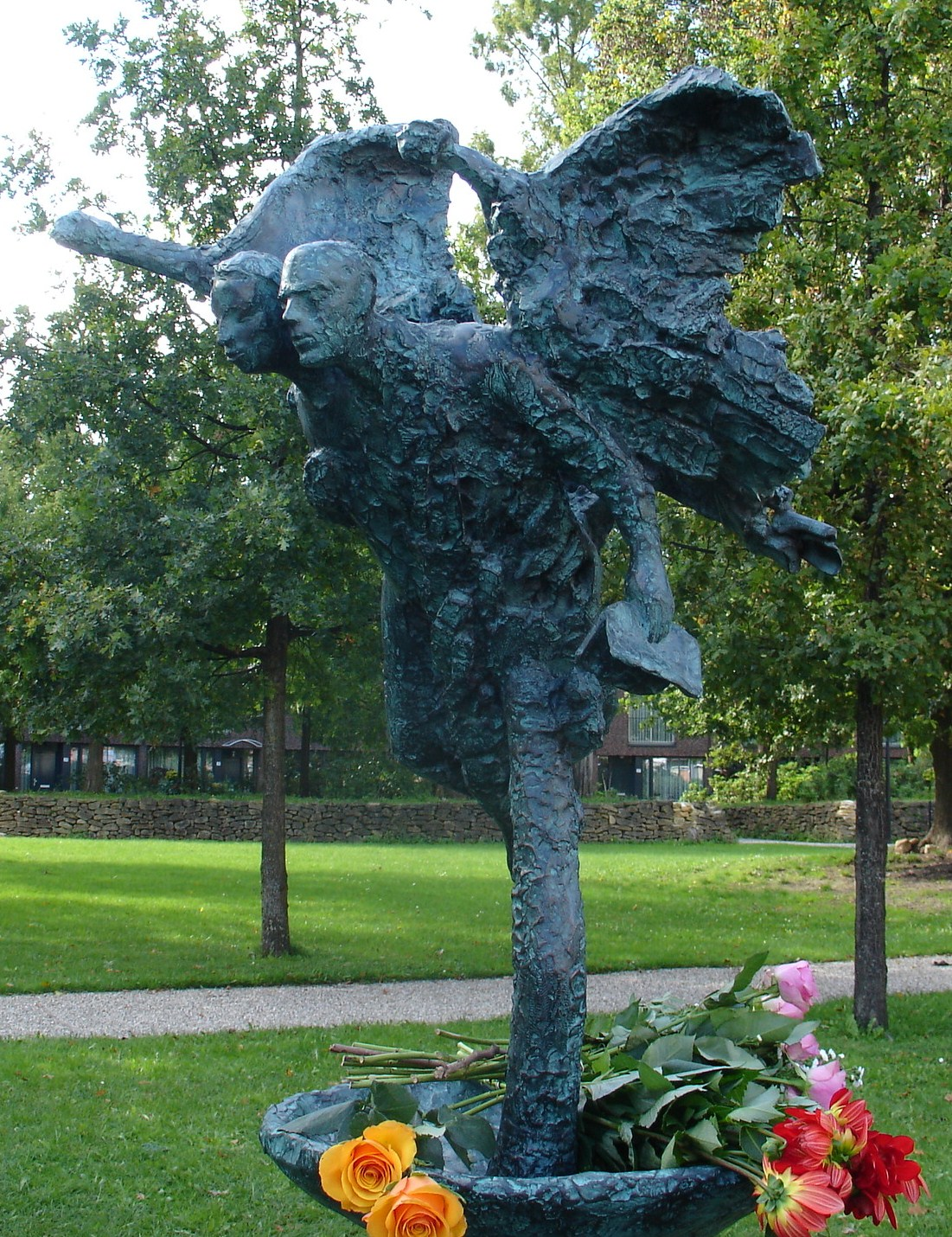
Monument voor de liefde
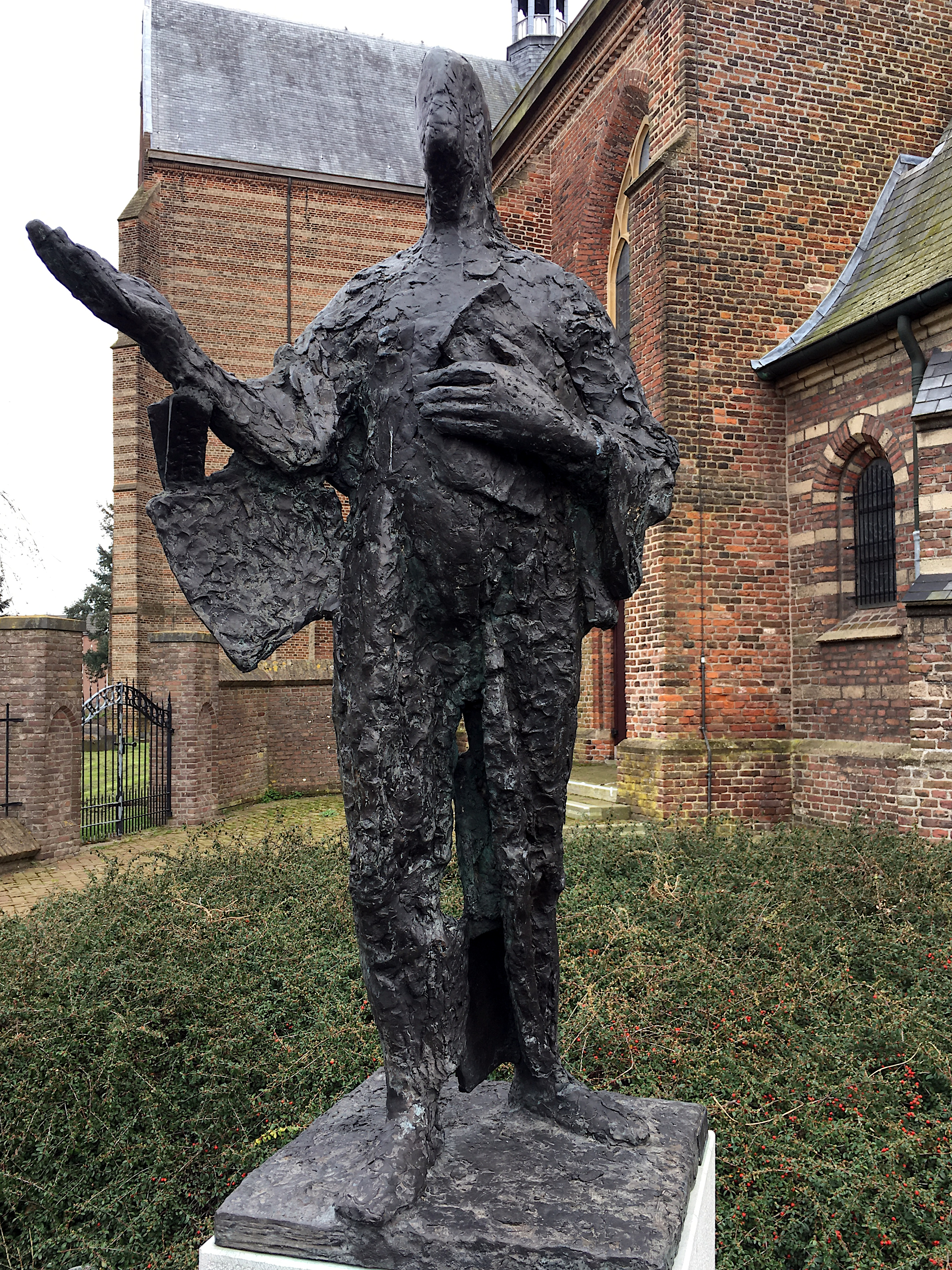
Eligius